# 马达尼亚提 (巴卡伊阿塔区)
马达尼亚提（意译文化村）是吉尔吉斯斯坦塔拉斯州巴卡伊阿塔区下辖的一个村。根据2009年吉尔吉斯共和国人口普查，全村人口为1394人。